# لوئیس گیبسون (بازیکن فوتبال)
لوئیس گیبسون (انگلیسی: Lewis Gibson؛ زادهٔ ۱۹ ژوئیهٔ ۲۰۰۰) بازیکن فوتبال اهل بریتانیا است.
از باشگاه‌هایی که در آن بازی کرده‌است می‌توان به باشگاه فوتبال فلیتوود و باشگاه فوتبال اورتون اشاره کرد.
وی همچنین در تیم‌های ملی فوتبال زیر ۱۷ سال انگلستان، زیر ۱۸ سال انگلستان، و زیر ۲۰ سال انگلستان بازی کرده‌است.